# Jean-Yves Gallard
Pour les articles homonymes, voir Gallard.
Jean-Yves Gallard  est un entomologiste français spécialiste de la famille des Riodinidae.

## Biographie
Jean-Yves Gallard est né à Angers le 22 novembre 1943.
Après des études aux Beaux-arts d'Angers, Rouen puis Beaux-Arts de Paris Jean-Yves Gallard est devenu enseignant d'arts plastiques à Cayenne.
Là il s'est passionné pour la flore et la faune de la Guyane. Il a effectué des recherches approfondies sur les Riodininae de Guyane avec Christian Brévignon. Ils sont en relation avec les entomologistes spécialistes des Riodininae de l'Équateur Jason Piers Wilton Hall et Keith Willmott.
Detritivora gallardi a été nommé en son honneur.

## Publications
Gallard J.-Y.  
- 1991a. À propos des espèces opalescentes du genre Euselasia en Guyane Française. Description de la ♀ de Euselasia fournierae Lathy 1924 (Lepidoptera Riodinidae). Bulletin de la Société Sciences Nat 69: 17-18, pl. 4, figs. 1-3 (30 April)
- 1991b. Papillons. Un site exceptionnel... et malheureusement menacé. Le Pou d'Agouti (Saint-Laurent du Maroni) 4: 26-29, 2 figs. (April-June) [Riodinidae; French Guiana]
- 1992. See Brévignon, C. & J.-Y. Gallard, 1992.
- 1993. See Brévignon, C. & J.-Y. Gallard, 1993.
- 1994a. À propos du mont Grand Matoury ou, tous ces sommets de collines que l'on rase... -Avis d'un entomologiste de terrain. Le Pou d'Agouti (Saint-Laurent du Maroni) 12: 14-15, 1 fig. (March-May) [general; behavior; French Guiana]
- 1994b. À sauver rapidement. Le Pou d'Agouti (Saint-Laurent du Maroni) 13: 18-19, 1 fig. (July-September) [Parides neophilus (Geyer); conservation; French Guiana]
- 1995. See Brévignon, C. & J.-Y. Gallard, 1995.
- 1996a. Trois nouveaux Riodinidae de Guyane Française (Lepidoptera). Lambillionea 96 (centenaire): 43-46, 14 figs. (February) [Theope guillaumei, Mesosemia minutula, Parnes brevignoni]
- 1996b. Quelques remarques et corrections à propos de Butterflies of the neotropical region, part VI, Riodinidae, de Bernard d’Abrera. Bulletin des Lépidoptéristes parisiens 9: 13-18 (after 3 April) [general]
- 1997a. See Brévignon, C. & J.-Y. Gallard, 1997a.
- 1997b. See Brévignon, C. & J.-Y. Gallard, 1997b.
- 1998a. See Brévignon, C. & J.-Y. Gallard, 1998a.
- 1998b. See Brévignon, C. & J.-Y. Gallard, 1998b.
- 1998c. See Brévignon, C. & J.-Y. Gallard, 1998c.
- 1999a. See Brévignon, C. & J.-Y. Gallard, 1999a.
- 1999b. See Brévignon, C. & J.-Y. Gallard, 1999b.
- 1999c. B. D'Abrera. Butterflies of the Neotropical Region. Part VI, Riodinidae. 1994. Boletín científico. Museo de historia natural. Universidad de Caldas 3: 103-105 (September) [general; book review].
- 2000. RIODINIDAE DE GUYANE FRANÇAISE (Lépidoptères diurnes Sud-Américains). Note sur les Argyrogrammana et Inventaire. (Extraits de la revue Lambillionea, 1997-1999). Six exemplaires reliés numérotés de 1 à 6 et 18 exemplaires collés sur tranche numérotés de 7 à 24 signés de J.-Y. Gallard, 8/06/2000.
- 2002. Description d'une nouvelle espèce de Theope amazonien et de sa sous-espèce guyanaise (Lepidoptera: Riodinidae, Nymphidiini). Lambillionea 102(4)(1): 463-468, 8 figs. (December) [T. fayneli, T. f. minimus; French Guiana]
- 2006. Deux nouveaux Riodinidae de Guyane française (Lepidoptera). Lambillionea 106(1): 26-28, 10 figs. (March) [Euselasia fayneli, Theope minialba]
- 2008a. Les Symmachia de Guyane française (Lepidoptera: Riodinidae; Symmachiini). Révision, synonymies, descriptions d'espèces et sous-espèces nouvelles. Notes de terrain, pp. 27-43, 2 pls., 8 figs. In: Lacomme, D. & L. Manil (Eds.), Lépidoptères de Guyane. Tome 3. Rhopalocères 2. Paris, Association des Lépidoptéristes de France (September) [new taxa: S. estellina, S. rosanti, S. stigmosissima eddyi, S. basilissa brevignoni]  (ISBN 2-9525440-3-4)
- 2008b. Riodinidae de Guyane Française. Trois espèces et trois [sic] sous-espèces nouvelles (Lepidoptera). Lambillionea 108(4)(1): 441-454, 3 pls., 2 figs. (December) [Lasaia lalannei, Nymphidium hermieri, N. colleti, Detritivora smalli harveyi, Emesis castigata diringeri, Argyrogrammana iracyi saulensis, A. i. tunari; Bolivia]
- 2009. See Brévignon, C. & J.-Y. Gallard, 2009.
- 2013. Révision du complexe Euselasia eucritus (Lepidoptera, Riodinidae). Bulletin de la Société Entomologique de France 118 (2) : 215 – 222, 14 figs. [new taxa : Euselasia pallantis, E. arpi ; Neotropics]
- 2014. Euselasia : nouveaux taxa du bouclier guyanais (Lepidoptera, Riodinidae, Euselasiini). Bulletin de la Société Entomologique de France, 119 (1) : 7-14, 14 figs. [new taxa : Euselasia descherrei, E. p. psammathe, E. venezolana jauffreti ; Neotropics]
- 2015. Une nouvelle espèce du genre Mesosemia de Guyane française (Lepidoptera, Riodinidae, Mesosemiini). Bulletin de la Société Entomologique de France, 120 (1), mars : 75-78, 1 pl. couleur, 12 figs. [new taxa : Mesosemia exilinea]

Gallard. J.-Y. & Attal S.
- 2009. Deux nouveaux Symmachia (Lepidoptera, Riodinidae, Symmachiini). Lambillionea 109(2): 165-169, figs. (June) [S. poirieri, S. aureus; French Guiana, Ecuador]

Gallard J.-Y. & Brévignon C.
- 1989a. Description d'un Mesosemia nouveau de Guyane Française (Lepidoptera Riodinidae). Bulletin de la Société Sciences Nat 62: 12-13, figs. 1-2 (30 juin) [M. esmeralda]
- 1989b. Description de nouveaux Riodinidae provenant de Guyane Française (Lepidoptera). Bulletin de la Société Sciences Nat 63: 4-6, 16 figs. (15 November) [Zelotaea alba, Nymphidium fulminans guyanensis, Anteros aurigans, Theope galionicus; behavior]
- 1996. Mesosemia bari D'Abrera synonyme de Mesosemia esmeralda Gallard & Brévignon. Lambillionea 96(1)(1): 107 (April) [French Guiana]

Gallard J.-Y. & Fernandez S.
- 2012. Descriptions de nouveaux riodinides de Guyane française (Lepidoptera, Riodinidae, Mesosemiini et Symmachiini). Bulletin de la Société Entomologique de France 117(2) : 187-192, 5 figs. [new taxa : Mesosemia messeis itoupensis, Pirascca mimica]
- 2015. Deux nouvelles espèces du genre Alesa découvertes en Guyane française (Lepidoptera, Riodinidae, Eurybiini). Bulletin de la Société Entomologique de France, 120 (2), juin 2015 : 135-142, 22 figs, 2 pls. couleur [new taxa : Alesa beneluzi, Alesa amethystina]
- 2015. Stalachtis calliope (Linné, 1758) : deux espèces confondues en Guyane française et au Surinam (Lepidoptera, Riodinidae, Stalachtini). Bulletin de la Société Entomologique de France, 120 (3), septembre 2015 : 335-340, 18 figs, 1 pl. couleur [new taxa : Stalachtis eugenia terpsichore]

Beneluz F. & Gallard J.-Y.
- 2012. Les Castniidae de Guyane française (Lepidoptera : Castnioidea). Association des Lépidoptéristes de France. Edité par l’ALF à Paris. T. 6: 14-38 ; 4 pl. couleur.

Brévignon C. & Gallard J.-Y.  
- 1992. Description de nouveaux Riodinidae provenant de Guyane Française (3e contribution). Bulletin de la Société Sciences Nat 73: 3-6, 17 figs. (24 April) [Euselasia euodias talidiman, Esthemopsis crystallina, Symmachia miron pulchellita, Thisbe fenestrella cayennensis, Menander thalassicus, Adelotypa aminias wia]
- 1993. Description de nouveaux Riodinidae provenant de Guyane Française (4e contribution). Bulletin de la Société Sciences Nat 77: 20-24, 23 figs. (26 March) [Euselasia urites eglawahe, E. eucritus pallantis, E. eubotes matouryensis, Mesene mahurya Brévignon, M. silaris maroni Brévignon, Symmachia seducta Brévignon, Roeberella flocculus, Zelotaea suffusca, Calospila rhodope wayanai Brévignon, Adelotypa balista augustalis Brévignon]
- 1995. Contribution à l'étude des Riodinidae de Guyane Française (Lepidoptera). Le genre Argyrogrammana Strand, 1932. Lambillionea95(3): 393-406, 2 pls., 15 figs. (September) [new taxa: A. stilbe sublimis, A. holosticta orientalis, A. sebastiani, A. denisi, A. nurtia ludibunda, A. chicomendesi, A. glaucopis virgata, A. johannismarci]
- 1997a. Inventaire des Riodinidae de Guyane Française. I - Euselasiinae (= Nemeobiinae). Descriptions de nouvelles sous-espèces. (Lepidoptera Riodinidae). Lambillionea 97(2)(2): 264-276, 22 figs. (June) [Euselasia artos maripasoula, E. euboea reducta, E. zena hermieri]
- 1997b. Inventaire des Riodinidae de Guyane Française. II - Riodininae: Mesosemiini, Eurybiini, Incertae Sedis. Description de nouveaux taxa (Lepidoptera). Lambillionea 97(3)(1): 322-342, 55 figs. (September) [new taxa: Semomesia cecilae, Mesosemia cyanira ackeryi, M. orbona caballina, M. menoetes pulverulenta, M. meyi, Eurybia cyclopia montsineryensis, E. caerulescens palikourea, Napaea nepos gemina]
- 1998a. Inventaire des Riodinidae de Guyane Française. III - Riodininae: Riodinini. Description de nouveaux taxa. (Lepidoptera). Lambillionea 98(1)(1): 7-24, 42+10 figs. (March) [new taxa: Chorinea amazon antoniana, C. batesii regina, Ithomeis satellites bernardi, Lepricornis atricolor malmanoury, Chamaelimnas briola batado, Baeotis hisbon disjuncta, B. euprepes obscurior, B. prima nigricans, B. expleta corentyna; Guyana]
- 1998b. Inventaire des Riodinidae de Guyane Française. IV - Riodininae: Symmachiini, Charitini, Helicopini. Description de nouveaux taxa. (Lepidoptera). Lambillionea 98(2)(2): 304-320, 56+8 figs. (June) [new taxa: Mesene arouany, Symmachia leena harveyi, S. falcistriga meyi, Pirascca devriesi, P. sticheli kawensis, Sarota miranda, S. flavicincta atlantica]
- 1998c. Inventaire des Riodinidae de Guyane Française. V - Riodininae: "Emesini", Lemoniini. Description de nouveaux taxa. (Lepidoptera). Lambillionea 98(4)(1): 483-498, 53 figs. (December) [Argyrogrammana talboti, Calydna caieta similis, C. venusta stolata, C. cabira belemia, Pachitone [sic] lateritia bourda, Lemonias egaensis reducta, Juditha majorina, Synargis chaonia indivisa]
- 1999a. Inventaire des Riodinidae de Guyane Française. VI - Riodininae: Nymphidiini, Stalachtini. Description de nouveaux taxa - Première partie - (Lepidoptera). Lambillionea 99(1)(2): 91-100, 31 figs. (March) [Menander beraka, M. coruscans exsultans, Dysmathia costalis gwiyanensis, D. cindra acuta, Rodinia calpharnia ariana, Adelotypa jasonhalli]
- 1999b. Inventaire des Riodinidae de Guyane Française. VI - Riodininae: Nymphidiini, Stalachtini. Description de nouveaux taxa - Deuxième partie - (Lepidoptera). Lambillionea 99(2)(2): 277-290, figs. 28-53 (June) [Nymphidium manicorensis caoensis, N. callaghani].
- 2009. Descriptions de deux nouvelles espèces du genre Theope provenant de Guyane Française (Lepidoptera: Riodinidae). Lambillionea 109(4)(2): 501-504, 11 figs. (December) [T. shaphirn. n. sp. C. Brévignon ; T. palambala n. sp. J.-Y. Gallard].

Hall, Harvey & Gallard, 2005
- Dans: “A Phylogenetic Revision of the Napaeina” (Lepidoptera : Riodinidae : Mesosemiini) by Jason P. W. Hall – Published by the Entomological Society of Washington - Description de Napaea gynaecomorpha, n. sp. : 124-127, color plates p. 69, 2 figs. 34 A, B ; 86 ; 97 ; 104.

## Espèces décrites
- Riodinidae
  - Argyrogrammana chicomendesi Gallard, 1995
  - Argyrogrammana denisi Gallard, 1995;
  - Euselasia fayneli Gallard, mars 2006
  - Lasaia lalannei Gallard, 2008.
  - Mesosemia minutula Gallard, 1996
  - Nymphidium colleti Gallard, 2008
  - Nymphidium hermieri Gallard, 2008.
  - Semomesia cecilae  Gallard, 1997.
  - Symmachia estellina, Gallard, 2008
  - Symmachia poirieri, Gallard, 2009
  - Symmachia rosanti Gallard, 2008
  - Theope brevignoni Gallard, 1996
  - Theope fayneli Gallard, 2002
  - Theope guillaumei Gallard, 1996
  - Theope minialba Gallard, 2006
  - Theope palambala Gallard, 2009
  - Adelotypa wia  Brévignon & Gallard, 1992
  - Anteros aurigans Gallard & Brévignon, 1989;
  - Argyrogrammana sublimis Brévignon & Gallard, 1995
  - Argyrogrammana talboti Brévignon & Gallard, 1998
  - Esthemopsis crystallina Brévignon & Gallard, 1992
  - Livendula jasonhalli (Brévignon & Gallard, 1999)
  - Menander thalassicus Brévignon & Gallard, 1992
  - Mesosemia esmeralda  Gallard & Brévignon, 1989
  - Napaea gynaecomorpha  Hall,Harvey & Gallard, 2005
  - Nymphidium guyanensis Gallard & Brévignon, 1989
  - Roeberella flocculus Brévignon & Gallard, 1993
  - Theope amicitiae Hall, Gallard & Brévignon, 1998
  - Theope galionicus Gallard & Brévignon, 1989;
  - Zelotaea alba Gallard & Brévignon, 1989;
  - Zelotaea suffusca Brévignon & Gallard, 1993
  - Mesosemia messeis itoupensis Gallard & Fernandez, 2012
  - Pirascca mimica Gallard & Fernandez, 2012
  - Euselasia arpi Gallard, 2013
  - Euselasia descherrei Gallard, 2014
  - Euselasia jauffreti Gallard, 2014
  - Mesosemia exilinea Gallard, 2015
  - Alesa beneluzi Gallard & Fernandez, 2015
  - Alesa amethystina Gallard & Fernandez, 2015
  - Argyrogrammana saulensis Gallard, 2015
  - Stalachtis eugenia terpsichore Gallard & Fernandez, 2015